# Byun Sangil
Byun Sangil (hangeul : 변상일) est un joueur de go professionnel coréen né le 14 janvier 1997. 

## Carrière
Il devient professionnel en 2012. En 2023, il remporte la Coupe Chunlan son premier titre international majeur.

## Incidents lors de la coupe LG
Le 22 janvier 2025, lors de la deuxième partie de la finale de la coupe LG contre Ke Jie, Byun Sangil a signalé deux fois que le coup de Ke Jie violait les nouvelles règles annoncées après le début du tournoi LG Cup Chess King (placement des pierres sur le couvercle du bol après une capture). Finalement, Ke Jie a été directement déclaré perdant en raison de deux violations. Ce fut également la première fois dans la finale de la Coupe LG de go qu'une partie a été interrompue en raison de facteurs de jeu anormaux. Cet incident a suscité de grandes controverses dans la communauté go en Chine, au Japon et en Corée du Sud.[citation nécessaire]